# Jean-Michel Arcucci
Jean-Michel Arcucci, né le 2 décembre 1975 à Marseille, est un joueur professionnel de squash représentant la France. Il atteint en juin 2002 la 36e place mondiale sur le circuit international, son meilleur classement. Il est champion de France en 1996.

## Palmarès

### Titres
- Open des Pays-Bas : 2001
- Championnat de France : 1996

### Finales
- Championnat de France : 4 finales (1997-2000)
- Championnats du monde par équipes: 2003
- Championnats d'Europe par équipes: 7 finales (2000-2006)